# Sturnira
Sturnira es un género de murciélagos microquirópteros de la familia Phyllostomidae. Se encuentran en América Central y del Sur. Las especies de este género son de tamaño medio, no tienen cola y el patagio interfemoral en tan reducido que solo forma un fino fleco a lo largo del borde interno de las patas.

## Especies
Se han descrito las siguientes especies:
- Subgénero Sturnira
  - Sturnira aratathomasi Peterson & Tamsitt, 1968
  - Sturnira bakeri Velazco & Patterson, 2014[3]
  - Sturnira bogotensis Shamel, 1927
  - Sturnira burtonlimi Velazco & Patterson, 2014[3]
  - Sturnira adrianae (Molinari et al., 2017)
  - Sturnira erythromos (Tschudi, 1844)
  - Sturnira koopmanhilli McCarthy, Albuja & Alberico, 2006[4]
  - Sturnira lilium (É. Geoffroy, 1810)
  - Sturnira ludovici Anthony, 1924
  - Sturnira luisi Davis, 1980
  - Sturnira magna de la Torre, 1966
  - Sturnira mistratensis Vega & Cadena, 2000
  - Sturnira mordax (Goodwin, 1938)
  - Sturnira oporaphilum Tschudi, 1844
  - Sturnira perla Jarrín & Kunz, 2011[5]
  - Sturnira sorianoi Sánchez-Hernández et al., 2005[6]
  - Sturnira thomasi de la Torre & Schwartz, 1966
  - Sturnira tildae de la Torre, 1959
- Subgénero Corvira Thomas, 1915
  - Sturnira bidens (Thomas, 1915)
  - Sturnira nana Gardner & O'Neill, 1971
  - Sturnira boadai Yánez-Fernández, Marchán-Rivadeneira, Velazco, Burneo, Tinoco & Camacho, 2023[7]